# The Marriage Market
 The Marriage Market er en amerikansk stumfilm fra 1917 af Arthur Ashley.

## Medvirkende
- Carlyle Blackwell som Richard Marlowe
- June Elvidge som Helen Grant
- Arthur Ashley som Bradley Spayden
- Frederick Truesdell som Eric Foxhall
- Jack Drumier som John Grant